# Peter Ankersen
Peter Svarrer Ankersen (* 22. September 1990 in Esbjerg) ist ein dänischer Fußballspieler.

## Karriere
Peter Ankersen trat der Jugend von Esbjerg fB bei, wo er ab 2008 für die Reservemannschaft auflief. Im März 2010 erhielt er in Esbjerg einen Vertrag für die Profimannschaft. Am 14. April 2010 gab Ankersen sein Profidebüt in der Superliga, als er am 27. Spieltag bei der 2:3-Niederlage seiner Mannschaft gegen den FC Kopenhagen in der 77. Minute für Kian Hansen eingewechselt wurde. Es war auch sein einziger Einsatz in der Spielzeit 2009/10. Diese endete für Ankersen und seine Mannschaft mit dem Abstieg aus der ersten dänischen Liga. Daraufhin verließ Ankersen den Klub und wechselte zu Vejle BK. Am 20. Oktober 2010 erzielte Ankersen am 16. Spieltag mit dem 3:2-Zwischenstand beim 4:2-Sieg gegen den FC Fyn das erste Tor seiner Profikarriere. In dieser Saison kam Ankersen zu 28 Einsätzen. 2011/12 kam Ankersen zu 12 Spielzeiteinsätzen. Im März 2012 wechselte Ankersen zum norwegischen Erstligisten zu Rosenborg Trondheim. Am 9. April 2012 gab Ankersen seinen Einstand für Rosenborg, als er beim torlosen Unentschieden am 3. Spieltag gegen Sogndal Fotball eine Minute vor Ende der regulären Spielzeit für Jon Inge Høiland eingewechselt wurde. In Trondheim konnte er sich nicht durchsetzen und kam im Punktspielbetrieb zu lediglich zehn Einsätzen. Dabei spielte Ankersen lediglich drei Mal über 90 Minuten. Im August 2012 unterschrieb Ankersen einen Vertrag bei seinem Heimatverein Esbjerg fB. Auf Anhieb holte sich Ankersen einen Stammplatz und kam in 26 Punktspielen zum Einsatz, wobei er drei Tore erzielte.
Im Januar 2014 unterzeichnete er einen ab Juli 2014 gültigen Vertrag bei FC Red Bull Salzburg für vier Jahre. Zur Saison 2015/16 wurde er in seine Heimat an den FC Kopenhagen ausgeliehen und im Sommer 2016 für eine Ablösesumme von 1,5 Millionen Euro bis zum 30. Juni 2020 fest verpflichtet.
Im Jahr 2019 wechselte Ankersen für eine Million Euro nach Italien zum CFC Genua. Sein Serie-A-Debüt gab er am 15. September 2019 (3. Spieltag) gegen Atalanta Bergamo, als er in der 82. Minute für Paolo Ghiglione eingewechselt wurde. In der gesamten Saison 2019/20 kam er auf 19 Einsätze für Genua.
Nach einer Saison in Italien kehrte er im Sommer 2020 wieder zum FC Kopenhagen zurück. Sein Comeback feierte er am 27. September 2020 (3. Spieltag), als er gegen seinen Exverein Vejle BK direkt sein erstes Saisontor erzielen konnte.
Im Sommer wechselte Ankersen zum FC Nordsjælland.

## Erfolge
- Österreichischer Meister: 2015
- Österreichischer Pokalsieger: 2015
- Dänischer Meister: 2016, 2017, 2019, 2022
- Dänischer Pokalsieger: 2013, 2016, 2017